# Humber Bay Park

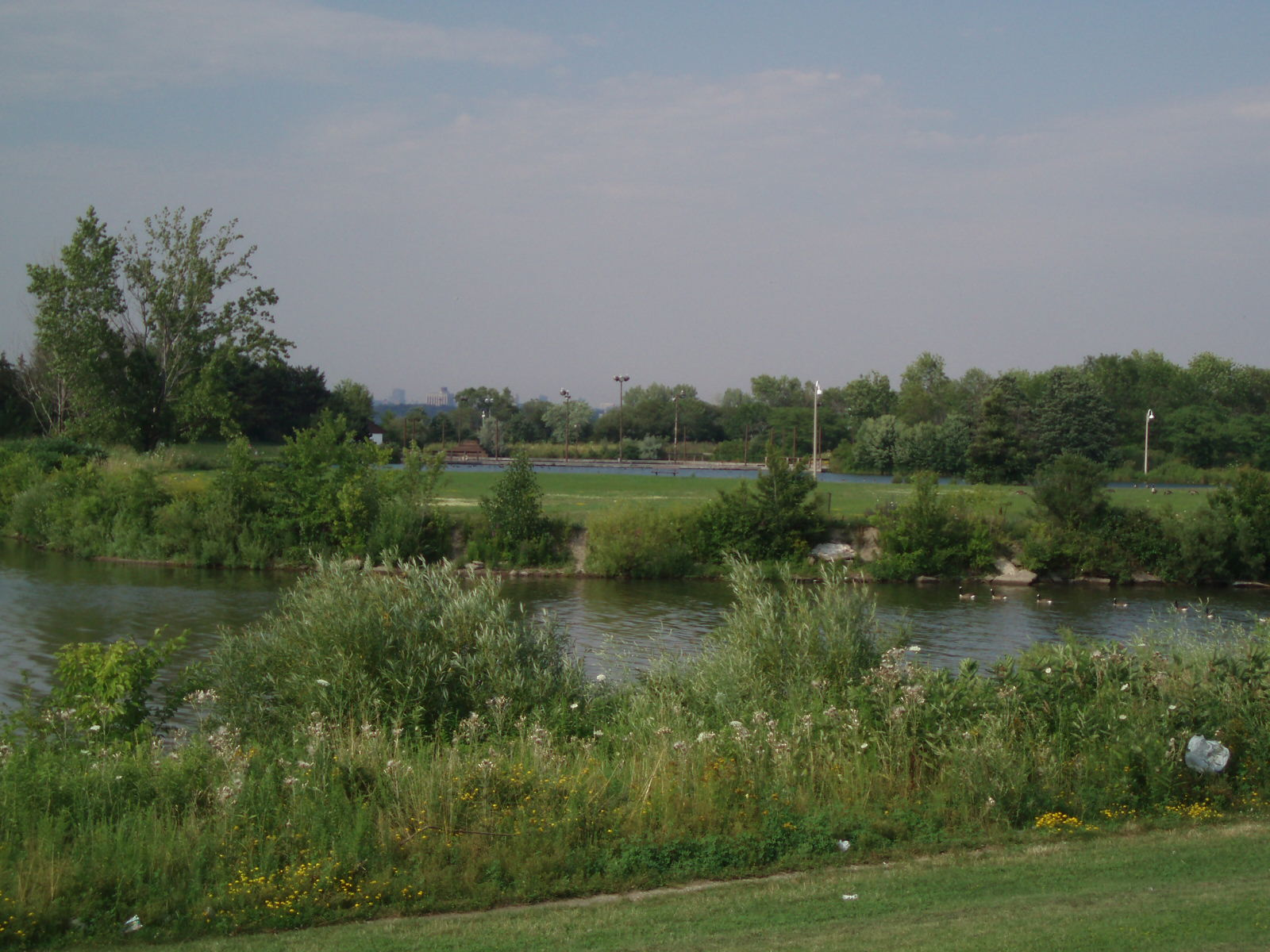
Humber Bay Park

Le Parc Humber Bay (Humber Bay Park) est un parc de rivage situé à Etobicoke, près de Toronto, dans la province de l'Ontario au Canada. Le parc est constitué de deux avancées étroites de terre à l'embouchure du cours d'eau Mimico Creek au niveau de la baie Humber, une avancée du lac Ontario. Sa superficie est de 120 hectares.

## Histoire

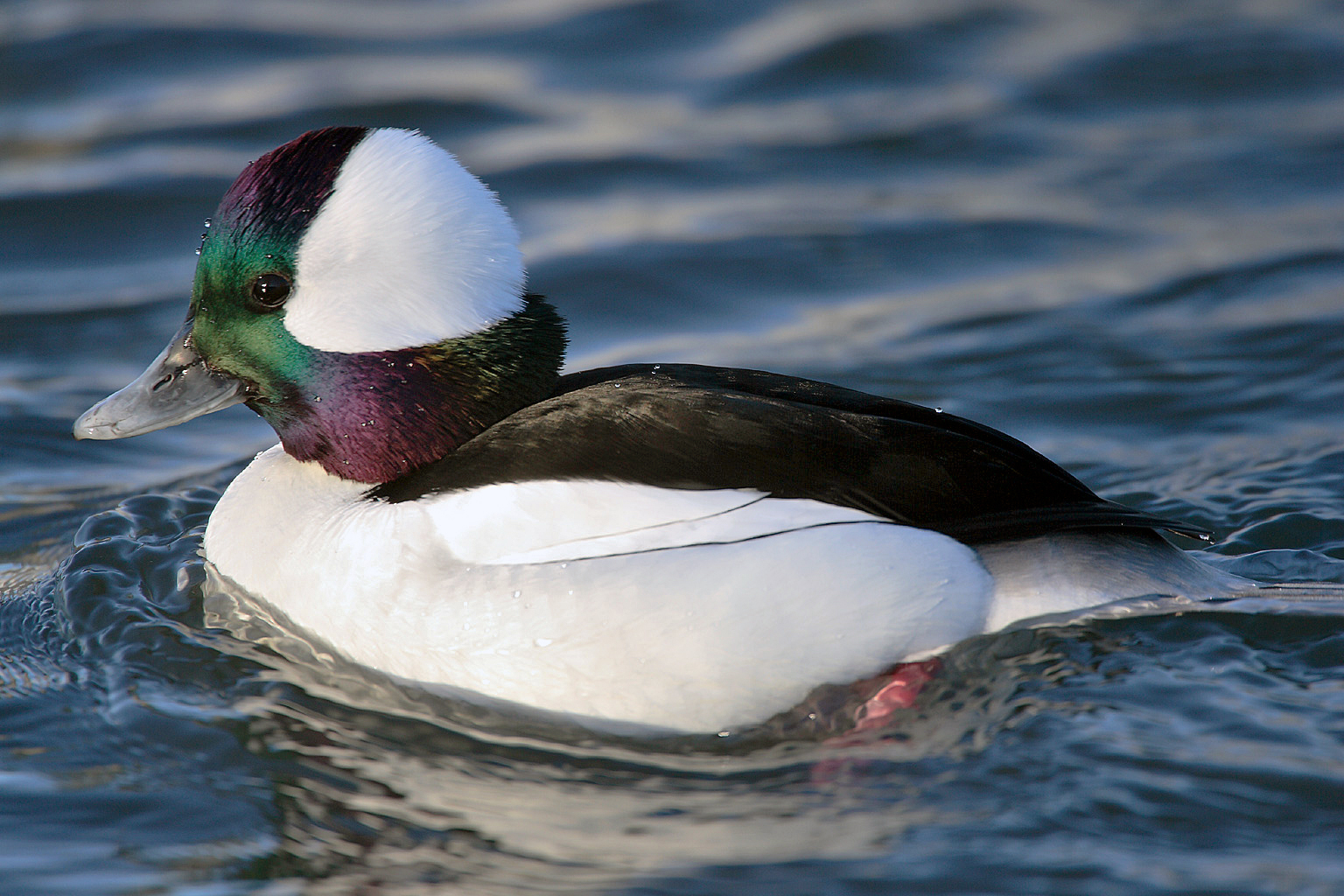
Garrot albéole dans le parc.

La zone a un but récréatif depuis le milieu du XIXe siècle. À cette époque, de nombreux hôtels furent construits à proximité et des visiteurs venaient y pratiquer des sports nautiques durant l'été.
Le parc en lui-même fut développé par les autorités de la zone métropolitaine de la ville de Toronto pour un coût de 6,56 millions de dollars. Le parc fut ouvert le 11 juin 1984 par le lieutenant-gouverneur John Black Aird. Diverses restaurations de l'habitat sont ainsi réalisées par exemple avec des plantations d'arbres et d'arbustes mais aussi en améliorant le milieu lacustre pour la faune aquatique. Le parc est apprécié pour l'observation des oiseaux migrateurs.

## Infrastructures
Le parc dispose d'infrastructures pour accueillir les visiteurs comme des tables de Pique-nique, des sentiers de randonnées, une plage et des zones de jeu. Le parc possède un terrain de  baseball, une piscine, des courts de tennis et une piste de patinage en hiver. Diverses embarcations sont disponibles pour naviguer et il est possible de pratiquer la pêche. Le parc accueille également un mémorial pour les victimes de la catastrophe aérienne du Vol 182 Air India.